# Kommunität Jesu Weg
Die Kommunität Jesu Weg ist eine  evangelische Lebensgemeinschaft in Stadtlauringen. Sie ist auch als „Craheimer Schwestern“ bekannt. Die Kommunität ist der Evangelisch-Lutherischen Kirche in Bayern (ELKB) angegliedert, es leben auch katholische und freikirchliche Ordensschwestern in ihr. Es bestehen enge Kontakte zum Franziskushof und zu katholischen Ordensgemeinschaften. Seit 1998 tragen sie keine  Ordenstracht mehr.

## Geschichte
1973 zog die  methodistische Diakonisse Lore Scheurer, die zuvor im Mutterhaus Wuppertal tätig war, mit fünf weiteren Diakonissen in das Schloss Craheim. Ihr Leitmotiv lautete: „Wir wollten intensiver beten“. Hieraus entstand der Entschluss, eine tiefere geistliche Gemeinschaft zu gründen. Bis 1998 lebten die Schwestern im Schloss Craheim, dem Lebenszentrum für die Einheit der Christen. 1999 zogen sie in ihr eigenes Schwestern- und Exerzitienhaus. Hier verfügen sie auch über einige Gästezimmer. Zwei Schwestern verblieben jedoch im Schloss Craheim und sind weiterhin im christlichen Tageszentrum tätig. Die Zusammengehörigkeit mit den Schwestern im neuen Mutterhaus, den Schwestern im Schloss und dem katholischen Franziskushof wird durch die Zugehörigkeit zum „Ökumenischen Dienst e.V.“, dem Trägerverein gewährleistet. Zur Kommunität der »Jesu-Weg-Schwestern« gehören derzeit sechs Frauen zwischen 31 und 75 Jahren, Leiterin ist Schwester Dr. Elisabeth Stahlschmidt. 

## Aufgaben und geistliches Leben
Ein besonderes Kennzeichen der Jesu-Weg-Schwestern ist ihre ökumenische Offenheit. Ihr Tag wird durch gemeinsames und persönliches Gebet geprägt. Die Schwestern verstehen ihr ganzes Leben als Dienst an den Menschen und legen eine ausgeprägte Gastfreundschaft an den Tag. 
Das Aufgabenspektrum erstreckt sich über die Durchführung von Exerzitien, das Angebot des Lebens im Kloster auf Zeit und das Abhalten von Stille- und Meditationsseminaren.